# Daniel Roß
Daniel Roß (* 5. Juli 1840 in Hamburg; † 30. April 1899 ebenda) war ein Hamburger Kaufmann und Abgeordneter.

## Leben
Roß war Sohn des Hamburger Kaufmanns Edgar Daniel Roß, er machte eine Lehre bei der Firma Ross Vidal & Co. in die er im Januar 1864 als Teilhaber eintrat. Nach dem Tod seines Vaters wurde die Firma im Dezember 1885 liquidiert.
1873 wurde Roß in die Handelskammer Hamburg gewählt, die er 1878 als Präses leitete. Roß gehörte von 1874 bis 1878 als von der Handelskammer abgesandtes Mitglied der Hamburgischen Bürgerschaft an. Nachdem ihn die Bürgerschaft in die Finanzdeputation gewählt hatte, war er von 1878 bis 1880 von der Finanzdeputation abgesandtes Mitglied der Hamburgischen Bürgerschaft.